# 赵湘平
赵湘平（1950年7月—），河北定州人。1970年11月加入中国共产党。大学文化。1989年12月自部队转业后历任湖南省计划委员会机关党委副书记，纪检组副组长、监察室主任，计委副主任等职。2000年4月任湖南省劳动和社会保障厅厅长，2010年湖南省政府机构改革后任省人力资源和社会保障厅党组书记。同年12月因年龄原因免职。2011年起任湖南省人民政府经济顾问，省对口援疆工作领导小组常务副组长。